# Namnsdag

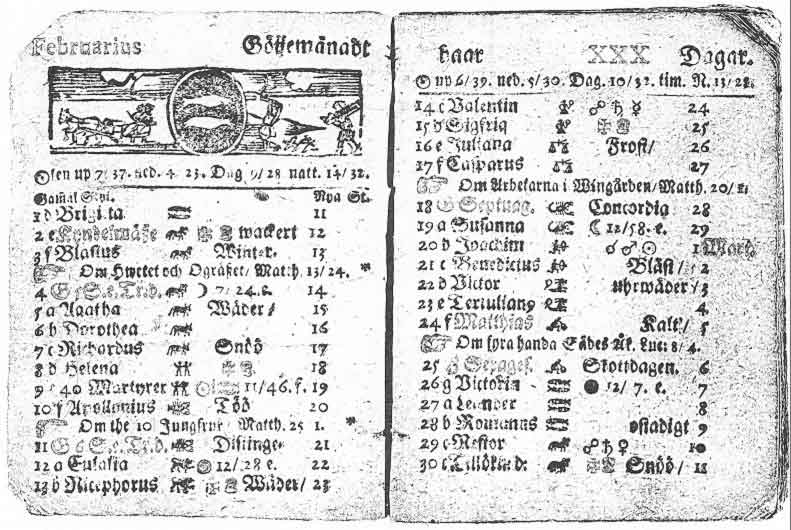
En svensk kalender från 1712 där namnsdagarna är listade.

Namnsdag är en tradition i många europeiska och latinamerikanska länder då man firar den dag på året som är förknippad med en persons förnamn.
Traditionen härstammar från grekisk-ortodoxa och romersk-katolska helgonkalendrar, där troende firade de helgons festdag som de hade fått sitt namn efter.
Traditionellt användes namnsdagar för att lättare komma ihåg när olika händelser på året skulle infalla. Exempelvis använde sig jordbrukare av detta för att veta vid vilka namn olika potatissorter skulle sättas, rågen skördas eller höet tas in. Denna typ av traditionella namnsdagar lever kvar i exempelvis brittsommar, Mårtensafton och Annadagen.
I många länder idag är inte namnsdagar direkt förknippade med kristendom, utan namnsdagen är istället den dag som almanackans namnlängd tillägnar en persons namn. Vilka namn som tillägnas vilka dagar skiljer sig inte bara åt mellan länder, utan kan även skilja sig åt i olika kalendrar. I vissa kalendrar tillägnas varje dag ett flertal namn. 
Namnsdagsfirandet spred sig med den katolska kyrkan och kom till Norden främst via Tyskland. I Sverige finns uppgifter om borgerligt namnsdagsfirande i högreståndskretsar redan på 1600-talet. På 1700-talet kom seden till Finland, först till städerna i sydvästra Finland via tyska handelsmannafamiljer. Namnsdagsfirandet är betydligt äldre än födelsedagsfirandet och har varit en viktig dag speciellt för barnen. Firandet hade många drag som senare kom att förknippas med födelsedagarna.
I dag är det vanligare att fira sin namnsdag i katolska och ortodoxa länder i södra och östra Europa än i protestantiska länder i norr.